# Georges Bihourd

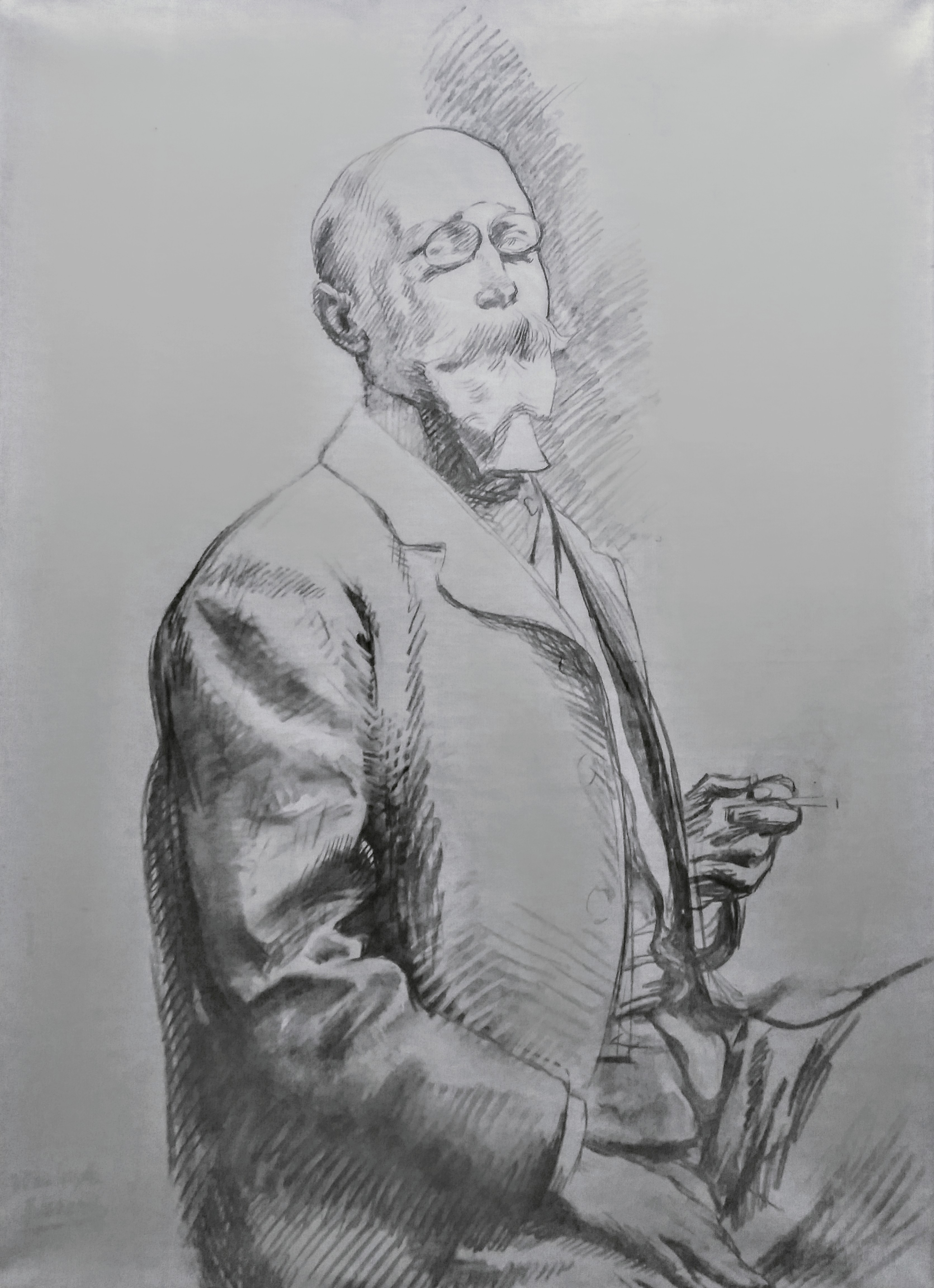
Georges Paul Louis Bihourd

Georges Paul Louis Bihourd [ʒɔʁʒ pɔl lu.i bi.uʁ] (* 22. März 1846 in Paris; † 29. August 1914 ebenda) war ein französischer Verwaltungsbeamter und Diplomat, der zuletzt zwischen 1902 und 1907 Botschafter im Deutschen Kaiserreich war.

## Leben
Bihourd war zunächst Verwaltungsbeamter und wurde 1877 Nachfolger von Lionel Marie als Präfekt des Département Aube. Diesen Posten bekleidete er bis 1879 und wurde daraufhin von Edmont Rondineau abgelöst. Er selbst wurde daraufhin am 12. Dezember 1879 Nachfolger von Émile Cazelles als Präfekt des Département Hérault und verblieb in dieser Funktion bis zu seiner Ablösung durch Henri Fresne am 26. Januar 1880. Im Anschluss löste er 1880 Ernest Camescasse als Präfekt des Département Pas-de-Calais ab und übte dieses Amt bis zu seiner Ablösung durch Henri Vel-Durand 1883 aus. Danach übernahm er am 1. November 1883 abermals als Nachfolger von Émile Cazelles die Funktion als Präfekt des Département Meurthe-et-Moselle und bekleidete diese bis zu seiner Ablösung durch Justin de Selves am 1. Mai 1885. In der Zeit vom 29. Januar bis zum 17. November 1887 fungierte er als Generalresident des Protektorats Annam und Tonkin.
1890 wechselte Bihourd in den diplomatischen Dienst und wurde zunächst Gesandter in Portugal und verblieb dort bis 1895. Im Anschluss übernahm er 1895 von Louis Legrand den Posten als Gesandter in den Niederlanden und übte dieses bis zu seiner Ablösung durch Joseph Raymond Baylin de Monbel 1900 aus. Danach fungierte er zwischen 1900 und 1902 als Botschafter in der Schweiz. Zuletzt löste er 1902 Emmanuel Henri Victurnien de Noailles als Botschafter im Deutschen Kaiserreich ab. Auf diesem Posten verblieb er bis 1907 und wurde daraufhin von Jules Cambon abgelöst.

## Weblink
- Eintrag in rulers.org